# Podvrh, Osilnica
Podvrh je naselje v Občini Osilnica. Leta 2020 je v naselju prebivalo 9 oseb.